# باز گلوسفید
باز گلوسفید یا سارگپه گلوسفید (نام علمی: Buteo albigula) نام یک گونه از سرده سارگپه است.